# Heliophanus validus
Heliophanus validus är en spindelart som beskrevs av Wesolowska 1986. Heliophanus validus ingår i släktet Heliophanus och familjen hoppspindlar. Inga underarter finns listade i Catalogue of Life.